# 金剛戰士
《金剛戰士》（英語：Mighty Morphin Power Rangers，縮寫：MMPR）是一部美國的真人動作電視劇，也是《金剛戰士系列》的首部作品，共三季。改編自日本東映公司的第十六代超級戰隊系列《恐龍戰隊獸連者》、第十七代《五星戰隊大連者》、第十八代《忍者戰隊隱連者》的特攝素材製作而成。於美國的播映日期為1993年8月28日至1996年2月17日。台灣台視於1994年5月28日開始播放，香港亞洲電視本港台於1995年以《新恐龍戰隊》為名開始播放。
1995年曾拍攝電影版《金剛戰士電影版》，主角為第三季成員。
2014年8月由獅門娛樂與Saban合作宣布，重新向日本東映公司取得授權，翻拍電影版《金剛戰士》定於2017年上映。
2023年4月19日，重製30週年記念作《Mighty Morphin Power Rangers: Once & Always》於Netflix上映。

## 季数

### 第一季（1993-1994）
兩名太空人在月球上無意中釋放幽冥女王（Rita Repulsa）與她的一眾手下，宙威（Zordon）感知到幽冥女王的逃脫與即將到來的侵略，在天使丛林的指揮中心內要求智多星替他尋找五名少年，授與超異能後讓他們變成捍衛地球的金剛戰士。英傑（Jason）、賽克（Zack）、小晴（Kimberly）、比利（Billy）和珍妮（Trini）等五名好友遂雀屏中選，從此在各種危機中積極抵禦侵略，召喚戰鬥恐龍（Dinozord）擊退幽冥女王所派來的各種怪物。
為了消滅金剛戰士，幽冥女王看上在競技中與英傑不分軒輊的天使高中新學生大明（Tommy），將其下咒洗腦後給予超異能硬幣，讓他成為邪惡的綠衣戰士。綠衣戰士的高強戰力在瞬間擊垮了金剛戰士，甚至連指揮中心也遭他潛入大肆破壞，一時之間金剛戰士束手無策。所幸英傑在與大明的決鬥過程中，用雷射槍將大明手上附有魔咒的彎劍燒毀，才令大明恢復正常，並成為金剛戰士的新成員。不甘心的幽冥女王，決意使用天狼製造的綠色蠟燭，來燃盡大明的超異能。儘管英傑曾試圖搶來綠蠟燭，但在天狼的阻擋以及其他怪物的來襲下，不得不離開轉而前去迎擊來襲的怪物，造成大明失去超異能。虛弱的大明將自己的超異能硬幣轉交給英傑，讓他能在紅衣型態外多增加金色護甲與龍笛劍的武裝，獲取更強大的戰力。後來在某次幽冥女王綁架金剛戰士父母、要脅戰士們交出硬幣的危機中，失去力量的戰士們將大明找回來，讓宙威替大明補充超異能以重新變身成綠衣戰士，這才順利取回超異能硬幣。只是大明由於超異能不足，因此在往後的出擊中往往有中途不繼的情況，必須暫時回到指揮中心讓宙威補充能量，才能繼續回到戰場，故戰力已不如以往強悍。

### 第二季（1994-1995）
為了對抗取代幽冥女王的玄冥大帝（Lord Zedd），遭玄冥大帝凍結的戰鬥恐龍升級成戰鬥機械獸（Thunderzords），使金剛戰士獲取了新的戰力。而綠衣戰士大明被玄冥大帝派遣的貝殼妖精吸光所剩無幾的超異能，所幸在宙威與智多星的幫助下，獲得新力量成為白衣戰士。後來英傑、賽克和珍妮被選中前往瑞士參加世界青年和平會議，並將超異能傳給三位新戰士—洛基（Rocky）、亞當（Adam）和艾莎（Aisha），令其成為新的紅衣、黑衣和黃衣戰士。

### 第三季（1995）
幽冥女王之兄阿達武士（Rito Revolto）加入侵略地球的隊伍，並壓倒性的擊敗金剛戰士，摧毀了大連王與戰鬥白虎，指揮中心亦在戰鬥中損毀，金剛戰士就此失去超異能。宙威利用中心所餘的能量，將失去超異能的戰士們送去忍者神廟，要他們去見可製造超異能硬幣的忍者戰士（Ninjor）。儘管途中有阿達武士派遣的食人鳥追擊，但戰士們依舊成功抵達神廟獲得新的超異能，並多了忍者裝扮的變身型態，以及忍者機械獸（Ninja Zords）。後來巴布猴、怪頭陀與魚匠人等尋獲失落已久的無敵戰將（Shogun Zords），玄冥大帝等人遂奪走小晴的超異能硬幣與大明的戰鬥鷹，企圖要脅金剛戰士替自己駕駛無敵戰將征服地球。大明只得潛入暗月宮內，於千鈞一髮之際奪回硬幣與戰鬥鷹，而比利亦在操縱無敵戰將時將控制權奪來，令玄冥大帝的企圖失敗，也讓金剛戰士多了五架新的生力軍。
小晴為了追求理想，決定離開參加體操大賽訓練，原先遭幽冥女王下咒以企圖謀害金剛戰士的凱特（Katherine），在破除魔咒後取代她成為新的粉紅戰士。但過沒多久，幽冥女王的父親終極魔王發動魔法將時間倒轉，令金剛戰士全回到童年時期，因此失去了超異能。為了抵禦侵略，宙威自水柔星請來了外星戰士，第三季就此進入特別篇。至於變回兒童的各戰士，除了比利透過機器很快恢復之外，其餘人則到各地尋找奇奧水晶的碎片，希望將之收集後發動魔力令地球恢復原狀。而艾莎到非洲尋找水晶時，意外與遠親相逢，從此留在當地，由表姊唐娜帶著水晶回到美國。但當水晶湊齊讓地球復原後，天狼將軍（Goldar）與阿達卻闖入指揮中心竊走水晶並炸毀該處，金剛戰士的歷史劃下句點，成為新一代的新金剛戰士（Zeo Power Rangers）。

## 角色

### 金剛戰士
- 紅衣戰士
  - 杰森（Jason Lee Scott）（台灣配音：周寧）
  - 洛基（Rocky DeSantos ）（台灣配音：康殿宏）
  - 汤米（Tommy Oliver）（台灣配音：郭如舜）
- 黑衣戰士
  - 賽克（Zack Taylor）（台灣配音：郭如舜）
  - 亞當（Adam Park）（台灣配音：周寧）
- 藍衣戰士
  - 比利（Billy Cranston）（台灣配音：趙明哲）
  - 洛基（Rocky DeSantos ）（台灣配音：康殿宏）
- 黃衣戰士
  - 珍妮（Trini Kwan，該演員Thuy Trang於2001年因車禍去世）
  - 艾莎（Aisha Campbell）（台灣配音：鄭仁君）
  - 唐雅（Tanya Sloan）
- 粉紅戰士
  - 小晴（Kimberly Hart）（台灣配音：鄭仁君）
  - 凱琳（Katherine Hillard）
- 綠衣戰士
  - 汤米（Tommy Oliver）
  - 亞當（Adam Park）
- 白衣戰士
  - 汤米（Tommy Oliver）
- 金衣戰士
  - 杰森（Jason Lee Scott）

### 水柔星戰士
- Delphine
- Aurico
- Cestro
- Corcus
- Tideus

### 盟友
- 宙威（Zordon）（台灣配音：郭如舜）
- 智多星（Alpha 5）（台灣配音：周寧）
- 王天霸（Farkas Bulkmeier）（台灣配音：趙明哲）
- 史古頭（Eugene Skullovitch）（台灣配音：周寧）
- 原子遊俠（Prince Dex/Masked Rider）

即假面騎士BLACK RX。
- 忍者戰士（Ninjor）（台灣配音：趙明哲）

可變身為忍者戰神（Ninja Zords）

### 反派

#### 暗月宮
- 幽冥女王（Rita Repulsa，剪輯沿用日版原演員曾我町子(於2006年因胰臟癌過世)的演出畫面）（台灣配音：呂佩玉）
  - 天狼將軍（Goldar）（台灣配音：趙明哲）
    - 獨眼戰神（Cyclopsis）

  - 巴布猴（Baboo）
  - 怪頭陀（Squatt）
  - 魚匠人（Finster）（台灣配音：鄭仁君）
  - 天蠍妖女（Scorpina）
    - 魔土鬼面卒（Putty Patrol）
- 青面魔王（Lokar）
- 玄冥大帝（Lord Zedd）（台灣配音：康殿宏）
- 魔鬼蛟龍（Serpentera）
- 阿達武士（Rito Revolto）（台灣配音：郭如舜）
- 終極魔王（Master Vile）
  - 奪命鬼面卒（Z Putties）
  - 食人鳥（Tenga Warriors）
- 豬魔王（Hydro Hog）

### 相關系列
- 新金剛戰士（Power Rangers: Zeo）
- 鐵弋戰警（Turbo: A Power Rangers Movie）

## 外部連結
- Power Rangers Central （页面存档备份，存于） （英文）
- Power Rangers Wiki （页面存档备份，存于） （英文） （德文） （法文） （波兰語）
- Mighty Morphin Power Rangers | Season 1